# 横浜歌人会
横浜歌人会（よこはまかじんかい）は、短歌の創作及び評論のための研鑽や研究を行うとともに、短歌に関する情報発信や情報交流等を行うことにより、地域の文化土壌の醸成を図ることを目的として活動を行っている団体である。

## 概要
- 設立：1969年（昭和44年）4月

戦後組織された「横浜歌話会」「黄木会」のあとを承け、数十名の会員によって設立された。
- 会員：短歌の創作、評論、研究に関わる横浜市在住者。会員数は約130名。
- 役員：
  - 代表委員：吉野裕之（無所属）
  - 副代表委員：真鍋正男（歌誌「波濤」所属）
  - 事務局長：後藤恵市（歌誌「日本歌人」所属）

これまでに、杉本三木雄、畑和子、熊沢正一、草柳繁一、塩野崎宏、千々和久幸が代表委員を務めている。

## 主な活動
- 新春歌会の開催

1月に実施。総会にあわせて歌会を開催。
- 文学散歩・即詠歌会の開催

春に実施。吟行と歌会を開催。
- 研究会の開催

夏に実施。講演会やシンポジウムの形式で開催。
- 観月会の開催

秋に実施。歌会を開催。
- 会報の発行

年3回発行。歌会や研究会の報告、会員の新刊の紹介、エッセイ、評論などを掲載。
- アンソロジーの発行

5年ごとの周年事業としてアンソロジー（合同歌集）を発行。

## 主なアンソロジー
- 『横浜の歌人たち - 物故者編』 横浜市教育委員会、1975年
- 『横浜の歌人たち2』 横浜市教育委員会、1979年
- 『合同歌集 よこはま』 横浜歌人会、1989年
- 『横浜歌枕集成』 横浜歌人会、1994年
- 『横浜歌枕集成・新版』 短歌新聞社、2000年
- 『横浜の歌人たちⅢ』 横浜歌人会、2005年
- 『アンソロジー横浜2009』 六花書林、2009年